# Шпикерманн, Эрик
Эрик Шпикерман (нем. Erik Spiekermann; 30 мая 1947, Штадтхаген, Германия) — основатель MetaDesign и FontShop, профессор Бременской академии искусств, член Немецкого совета по дизайну, президент Международного общества дизайнеров типографики.

## Биография
Учил историю искусства в Берлине. В 1979 году основал фирму MetaDesign, партнёр таких корпораций, как H. Berthold AG, Scangraphic, Linotype, Adobe и Apple. В 1989 году основал фирму FontShop. Автор нескольких книг о дизайне и типографике.

## Награды
- 2003 — Gerrit Noordzij Preis Королевской академии наук и искусства Нидерландов
- 2006 — почётный докторский титул Art Center College of Design, Пасадина (Калифорния)
- Премия дизайна ФРГ (нем. Designpreis der Bundesrepublik Deutschland)
- 2007 — принят в European Designers Hall of Fame в рамках European Design Awards (номинирован в ряду с Питером Сэвиллом)
- 2007 — Honorary Royal Designer for Industry, Royal Society for the encouragement of Arts, Manufactures & Commerce, Лондон